# Râul Teuș
Râul Teuș este un curs de apă, afluent al râului Cerna. 